# Kostel svatého Václava (Dolní Dubňany)
Kostel svatého Václava je římskokatolický chrám v obci Dolní Dubňany v okrese Znojmo. Jednolodní románský chrám pochází ze 2. poloviny 13. století, v pozdějších dobách upravovaný. Je filiálním kostelem farnosti Horní Dubňany a je chráněn jako kulturní památka.

## Historie
Kostel byl vybudován v polovině 13. století, snad jamolickou komendou Templářů. Na konci 16. století byla upravena koruna věže, která možná tehdy dostala zděný střešní jehlan. V roce 1807 byl v rámci oprav kostela zazděn původní vstup v jižní zdi lodi a vytvořen nový, vedoucí podvěžím. Bylo také zbudováno věžní schodiště a snad i nová sakristie. Původní malá hrotitá okna byla zazděna a nahrazena novými. Roku 1885 byl upravován strop lodi, další stavební úpravy proběhly roku 1902.
Ve věži kostela se původně nacházely dva starobylé zvony, z nichž jeden, datovaný do 13. století, nesl německý nápis.

## Popis
Kostel svatého Václava stojí ve svahu nad východním okrajem obce. Jedná se o jednolodní orientovanou stavbu s polygonálně zakončeným kněžištěm. Loď kostela má obdélný půdorys. K západnímu průčelí lodi je přistavěna hranolová věž, mezi její jižní stranou a lodí stojí přístavba točitého schodiště. K severní straně kněžiště přiléhá sakristie obdélného půdorysu. Fasády kostela jsou hladké. Loď osvětlují barokní půlkruhová okna, v kněžišti se nacházejí okna podélná se segmentovým záklenkem. Zvonicové patro věže je opatřeno protáhlými okny s půlkruhovým záklenkem. Věž zakončuje ochoz s cimbuřím, zastřešení tvoří zděný jehlan. Vstup do kostela je od západu podvěžím.
Kněžiště nese jedno pole křížové klenby s lunetovým závěrem. Strop lodi i sakristie je plochý. V severní stěně kněžiště se nachází sedlový vstupní portál do sakristie. Prostor lodi a kněžiště odděluje zděný půlkruhový vítězný oblouk.  V západní části lodi stojí novodobá hudební kruchta. Ve vybavení interiéru stojí za pozornost pozdně románská kamenná křtitelnice z poloviny 13. století. Dále se zde nachází obraz svatého Václava z 18. století.
Kolem kostela se nachází hřbitov s márnicí, obehnaný ohradní zdí.